# Old Bridge of Dean
Die Old Bridge of Dean ist eine Straßenbrücke nahe der schottischen Ortschaft Meigle. Sie überspannt die Grenze zwischen den Council Areas Angus und Perth and Kinross. 1971 wurde die Brücke in die schottischen Denkmallisten in der Denkmalkategorie B aufgenommen.

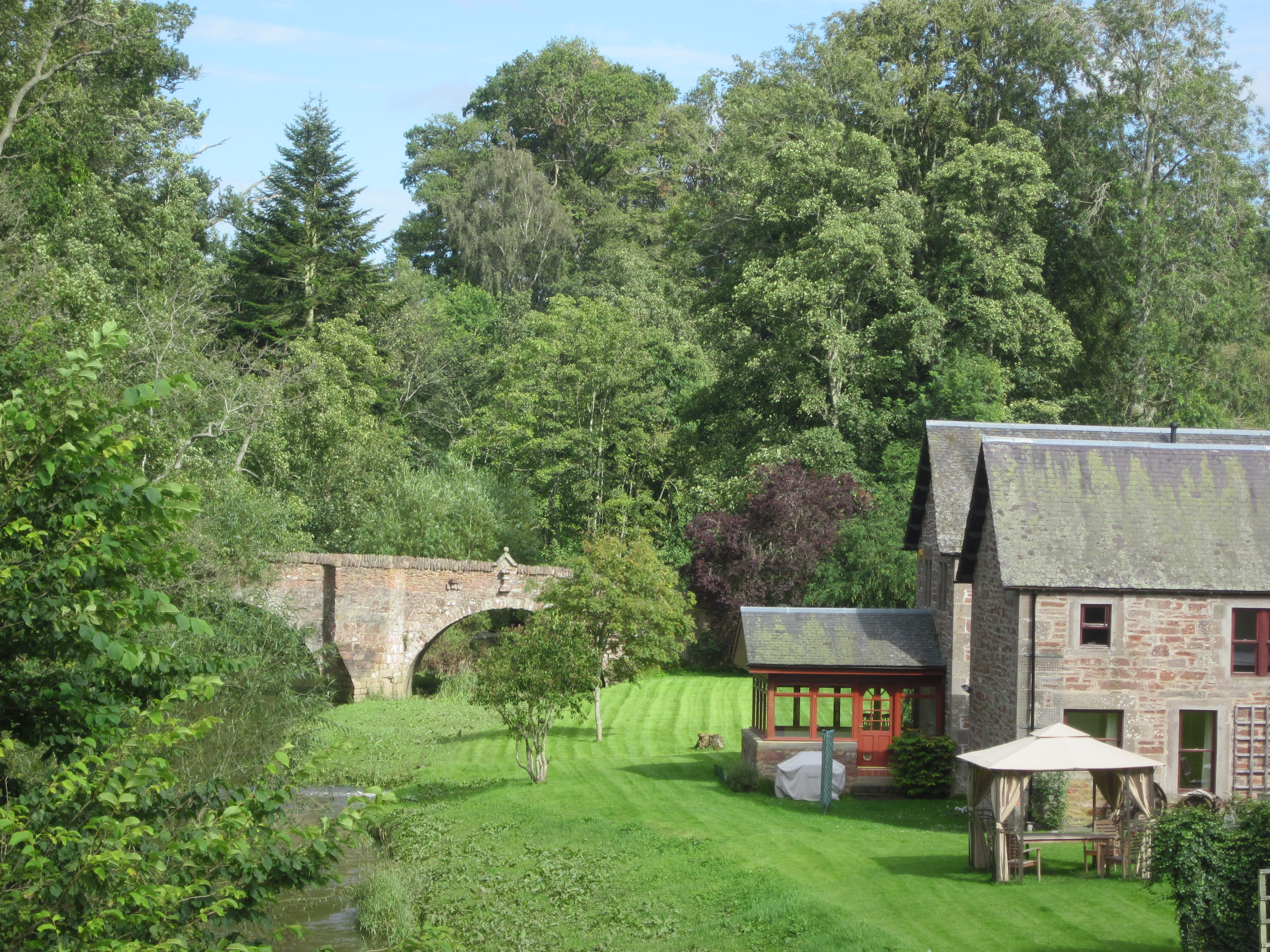
Blick flussaufwärts von der New Bridge of Dean

## Beschreibung
Die Old Bridge of Dean steht rund 1,2 Kilometer nördlich von Meigle. Sie wurde vermutlich im Laufe des 17. Jahrhunderts errichtet. Ihr nördlicher Bogen wurde später zerstört, vermutlich gesprengt. 1878 wurde er wiederaufgebaut. Im mittleren 19. Jahrhundert wurde die Brücke durch den Neubau der New Bridge of Dean 130 Meter flussabwärts ersetzt. Sie besitzt heute keine verkehrsinfrastrukturelle Bedeutung mehr. Die Old Bridge of Dean führt von einem Gehöft zum Standort des Kastells Cardean.
Der Feldsteinviadukt überspannt das Dean Water mit zwei ausgemauerten Rundbögen. Sein Pfeiler ist mit gerundeten Eisbrechern ausgeführt, die sich auf Höhe der Brüstung zu Balkonen erweitern. Die Fahrbahn zwischen den Brüstungen ist zwischen 2,6 Metern und 2,75 Metern weit. Während die Ostflanke der Old Bridge of Dean mit einem Gesims ornamentiert ist, wurde an der Westflanke ein mittelalterliches Ornament eingesetzt.